# هاينكل هي 274
هاينكل هي 274 تصميم قاذفة ألمانية ثقيلة تم تطويرها خلال الحرب العالمية الثانية، مصممة خصيصًا للقصف على ارتفاعات عالية.
بسبب تقدم الحلفاء عبر شمال غرب أوروبا، تم التخلي عن النماذج الأولية في المصنع الفرنسي حيث تم بناؤها. تم الانتهاء منها بعد الحرب من قبل الفرنسيين واستخدامها للبحث على ارتفاعات عالية.

## أصل هي 177
في 17 نوفمبر 1938، طلب مالك شركة هاينكل للطيران، ارنست هنكل، باذن من وزارة طيران الرايخ بأن يتم تخصيص طائرتين من النماذج الثمانية المطلوبة لمشروع هي 177 الانتحارية الثقيلة، وتحديداً هياكل الطائرات V3 وV4، تركيب تجريبي لأربع محطات توليد طاقة منفصلة يونكرز جومو 211. توقع هينكل أنه يفضل يومًا ما إصدارًا منفردًا من قاذفة قنابله ، على عكس التهيئة المطلوبة للأزواج المزدوجة لمحركات دايملر-بنز دي بي 601 حيث يزن كل منها حوالي 1.5 طن لكل قطعة.